# Bodtjärnarna (Gåxsjö socken, Jämtland)
Bodtjärnarna är en sjö i Strömsunds kommun i Jämtland och ingår i Indalsälvens huvudavrinningsområde.